# Chicago Tigers
Los Chicago Tigers de la American Professional Football Association (ahora la NFL) jugaron solo en la primera temporada de la liga (1920). Tuvieron una marca de 2 victorias, 5 derrotas y 1 empate. Jugaron sus partidos como locales en el Wrigley Field de Chicago.
Los Tigers afirman haber comenzado con la tradición de jugar los partidos de Acción de Gracias, el 25 de noviembre de 1920, cuando fueron derrotados por los Decatur Staleys. Después de que los Tigers se retiraron, los Staleys se mudaron a Chicago, donde se convirtieron en los Chicago Bears.

## Plantel de los Chicago Tigers - 1920
- Dunc Annan, TB
- Johnny Barrett, TB
- Sid Bennett, T
- John Bosdett, E
- Garland Buckeye, G
- Ralph Capron, WB
- Ben Derr, WB
- Shorty Des Jardien, C
- Alfred Eissler, FB
- Guil Falcon, FB
- Dick Falcon, G
- Milt Ghee, BB
- Emmett Keefe, G
- Oscar Knop, E
- Grover Malone, WB
- Neil Mathews, T
- Jack Meagher, E
- Jock Mungavin, E
- Dick Pierce, G
- Lew Reeve, T
- Frank Rydzewski, T
- Walter Voight, G
- Pete Volz, G

## Temporada de 1920
| Año  | Victorias | Derrotas | Empates | Final | Entrenador  |
| ---- | --------- | -------- | ------- | ----- | ----------- |
| 1920 | 2         | 5        | 1       | 11º   | Guil Falcon |